# 太陽系の天体の一覧

左上：水星から木星までの各惑星の軌道と小惑星帯
右上：木星から海王星までの各惑星および冥王星の軌道と、エッジワース・カイパーベルトおよびセドナ
右下：セドナの軌道
左下：オールトの雲

太陽系の天体の一覧（たいようけいのてんたいのいちらん、List of solar system objects）は、軌道ごとに、太陽から近い順にまとめた太陽系の天体の一覧である。基本的に直径500km以上であることを基準に掲載している。大きさ順の一覧は大きさ順の太陽系天体の一覧、衛星の一覧については太陽系の衛星の一覧を参照。
- 太陽 - スペクトル分類がG2Vである恒星
- 太陽系内周部と地球型惑星
  - 水星
    - 水星横断小惑星

  - 金星
    - 金星横断小惑星
      - 金星の準衛星

  - 地球
    - 月
      - コーディレフスキー雲

    - 地球近傍小惑星
      - アテン群
      - アポロ群
      - アモール群

    - 地球横断小惑星
      - 地球の準衛星

  - 火星
    - ダイモス
    - フォボス
    - 火星のトロヤ群
    - 火星横断小惑星

  - 小惑星帯
    - ケレス（準惑星）
    - 小惑星帯の小惑星
      - パラス
      - ジュノー
      - ベスタ
      - その他小惑星の一覧
      - ハンガリア群
      - 小惑星族
        - フローラ族
        - ベスタ族
        - ニサ族
        - エウノミア族
        - マリア族
        - コロニス族
        - エオス族
        - テミス族
        - キュベレー族

      - ヒルダ群

    - 小惑星帯以外にある小惑星
    - 小惑星の衛星
- 太陽系外周部と木星型惑星・天王星型惑星
  - 木星
    - イオ
    - エウロパ
    - ガニメデ
    - カリスト
    - その他木星の衛星と環
    - 木星のトロヤ群

  - 土星
    - テティス
    - ディオネ
    - レア
    - タイタン
    - イアペトゥス
    - エンケラドゥス
    - ミマス
    - ヒペリオン
    - その他土星の衛星と環
    - トロヤ衛星

  - 天王星
    - アリエル
    - ウンブリエル
    - ミランダ
    - チタニア
    - オベロン
    - その他天王星の衛星と環

  - 海王星
    - トリトン
    - ネレイド
    - プロテウス
    - その他海王星の衛星と環
    - 海王星のトロヤ群

  - その他の小惑星
    - ケンタウルス族
    - ダモクレス族
- 太陽系外縁天体
  - エッジワース・カイパーベルト天体
    - 冥王星族
      - 冥王星（冥王星型天体）
        - カロン
        - ニクス
        - ヒドラ

      - オルクス

    - トゥーティノ族
    - キュビワノ族
      - ハウメア（冥王星型天体）
        - ヒイアカ
        - ナマカ
        - ハウメア族

      - マケマケ（冥王星型天体）
      - クワオアー
      - ヴァルナ

  - 散乱円盤天体
    - エリス（冥王星型天体）
      - ディスノミア

    - 2002 TC302
    - セドナ

  - オールトの雲
- その他の太陽系の天体
  - 彗星
    - 周期彗星の一覧
    - 非周期彗星の一覧

  - その他小物質
    - 流星物質
    - 宇宙塵（惑星間塵）
      - Helium Focusing Cone
      - 対日照

    - 人工衛星やスペースデブリなどの人工物

  - ヘリオポーズ
    - Heliosheath
      - Heliopause
      - Hydrogen wall